# جيورجي شانتوريا
جيورجي شانتوريا (11 أبريل 1993 بتبليسي في جورجيا - ) (بالجورجية: გიორგი ჭანტურია) هو لاعب كرة قدم جورجي في مركز جناح ‏. شارك مع منتخب جورجيا تحت 17 سنة لكرة القدم ومنتخب جورجيا تحت 19 سنة لكرة القدم ومنتخب جورجيا تحت 21 سنة لكرة القدم ومنتخب جورجيا لكرة القدم. أما مع النوادي، فقد لعب مع سبارتاك فلاديكافكاز وسي إف آر كلوج وفيتيسه آرنهم ونادي دويسبورغ وهيلاس فيرونا.

## مسيرته الكروية
لعب جيورجي شانتوريا خلال مسيرته الاحترافية مع 5 أندية في أحد عشر موسمًا وسجل خلالها 19 هدفًا ضمن 120 مباراة. ولم يفز بأي موسم بالكأس أو بالدوري.
خاض جيورجي شانتوريا مسيرته مع نادي فيتيسه آرنهم في موسم 2010–11 ليلعب معه أربعة مواسم، مشاركًا في 34 مباراة سجل خلالها 5 أهداف. ثم انتقل إلى نادي سبارتاك فلاديقوقاز في موسم 2012–13 لمدة موسم واحد، حيث شارك في 6 مباريات ولم يسجل أي هدف. لينتقل بعدها إلى نادي سي إف آر كلوج في موسم 2013–14 ولمدة موسمين، مشاركًا في 29 مباراة سجل خلالها 5 أهداف. ثم انتقل إلى نادي دويسبورغ في موسم 2015–16 لمدة موسم واحد، مشاركًا في 22 مباراة سجل خلالها 4 أهداف. هذا وانتقل لاحقًا إلى نادي أورال يكاترينبورغ في موسم 2016–17 واستمر معه طيلة ثلاثة مواسم، مشاركًا في 29 مباراة سجل خلالها 5 أهداف.

## وصلات خارجية
- جيورجي شانتوريا على موقع الاتحاد الأوربي (الإنجليزية)
- جيورجي شانتوريا على موقع إي إس بي إن إف سي (الإنجليزية)
- جيورجي شانتوريا على موقع قاعدة بيانات كرة القدم.إي يو (الإنجليزية)
- جيورجي شانتوريا على موقع بيانات كرة القدم. دي إي (الألمانية)
- جيورجي شانتوريا على موقع ليكيب (الفرنسية)
- جيورجي شانتوريا على موقع ناشيونال فوتبول تيمز (الإنجليزية)
- جيورجي شانتوريا على موقع Soccerway.com (الإنجليزية)
- جيورجي شانتوريا على موقع عالم كرة القدم.نت (الإنجليزية)
- جيورجي شانتوريا على موقع AS.com (الإسبانية)